# Hendrik Petrus Berlage
Hendrik Petrus Berlage (Ámsterdam, 21 de febrero de 1856-La Haya, 12 de agosto de 1934) fue un arquitecto y urbanista neerlandés, caracterizado en su última etapa por el uso en sus obras de grandes superficies continuas de hormigón armado.

## Semblanza

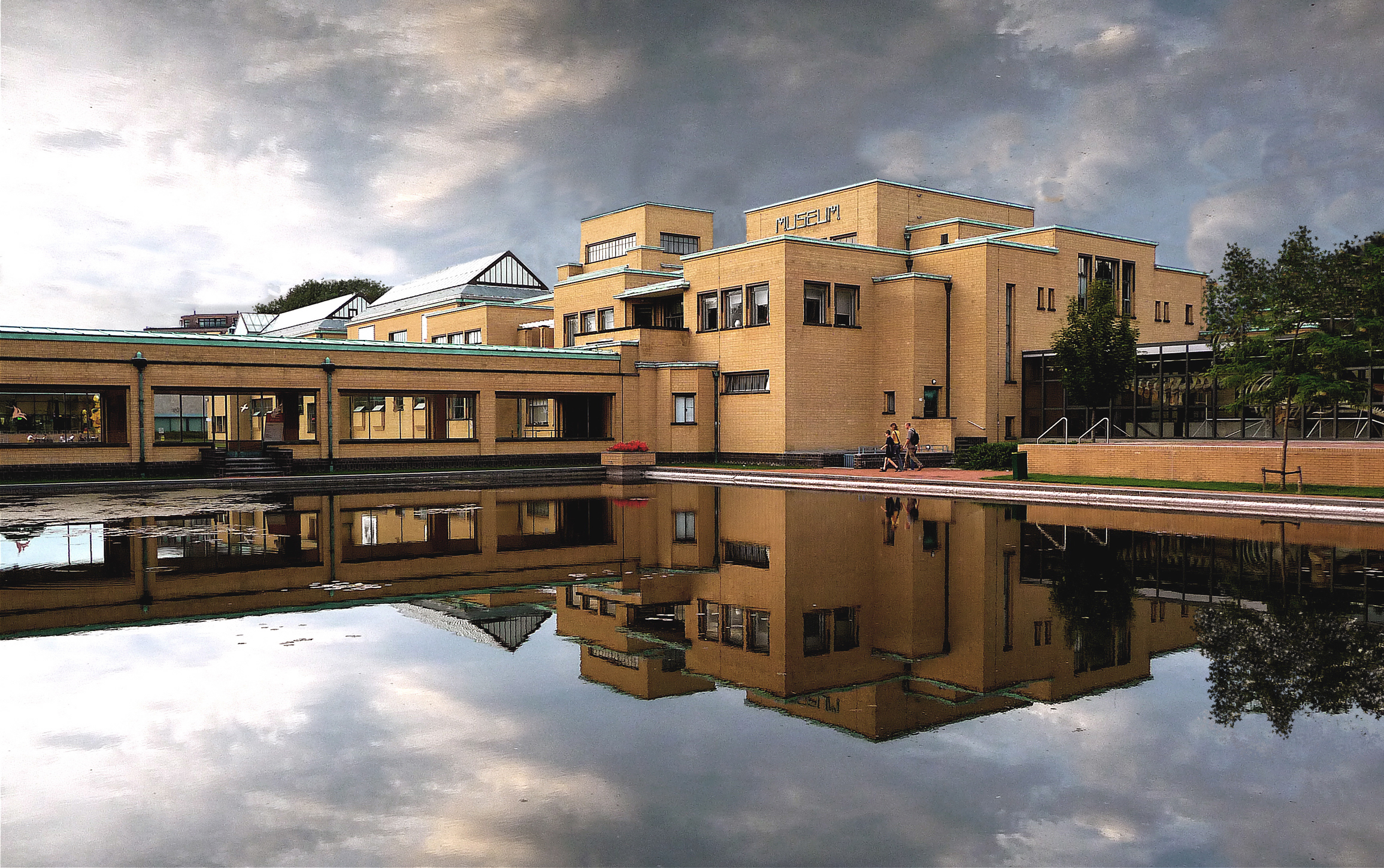
La Haya: Museo Municipal de La Haya

Finalizada su formación en la Escuela Politécnica Federal de Zúrich, se inició como profesional en 1881 en Ámsterdam junto con T. Sanders, donde realizó el Plan Zuid (sur) para la urbanización de Ámsterdam. Sus obras más características son la Bolsa de Ámsterdam (1897-1904) y el Museo Municipal de La Haya. Entre sus discípulos figura Jacobus Johannes Pieter Oud, primer funcionalista neerlandés.
“Berlage plantea en diversas ocasiones la necesidad de experimentar las posibilidades formales que ofrece el hormigón armado usado en masas continuas. En lógica de su razonamiento, esta solución ofrece extraordinarias posibilidades de exaltar la continuidad de la superficie. Llega a prefigurar extensas superficies de hormigón armado sin suturas, absolutamente constructivas y sin ornamento, pero en sus obras arquitectónicas que permanecerán siempre profundamente enraizadas en los valores de textura de los aparejos latericios, se aparta de este objetivo ideal que, en cambio, será perseguido por la Nieuwe Zakelijkheid."(Giovanni Fanelli y Roberto Gargiani. El principio del revestimiento)
Considerado el "padre de la arquitectura moderna" en los Países Bajos y el intermediario entre los tradicionalistas y los modernistas, las teorías de Berlage inspiraron a la mayoría de los grupos arquitectónicos holandeses de la década de 1920, incluidos los tradicionalistas, la escuela de Ámsterdam, De Stijl y los nuevos objetivistas. 
Berlage falleció en La Haya en 1934.

## Realizaciones
|  |  |  |
|  |  |  |